# Toyota Celica Twin-Cam Turbo
La Toyota Celica Twin-Cam Turbo è una vettura da competizione prodotta per gareggiare nelle competizioni rallystiche nel Gruppo B, presentata da Toyota nel 1983 e utilizzata sino all'abolizione del gruppo B avvenuta al termine del 1986.
La Celica TCT si rivelò una delle migliori auto utilizzabili nei rally africani, vincendo sia il Safari Rally che il Rally della Costa d'Avorio in tre occasioni, ottenendo il soprannome di King of Africa.

## Caratteristiche
Le norme principali per correre nel Gruppo B erano quelle di produrre almeno 200 vetture stradali e la Toyota lavorando con la propria divisione europea mise appunto il numero che prevedeva il regolamento costruendo anche venti vetture da rally con un nuovo motore.

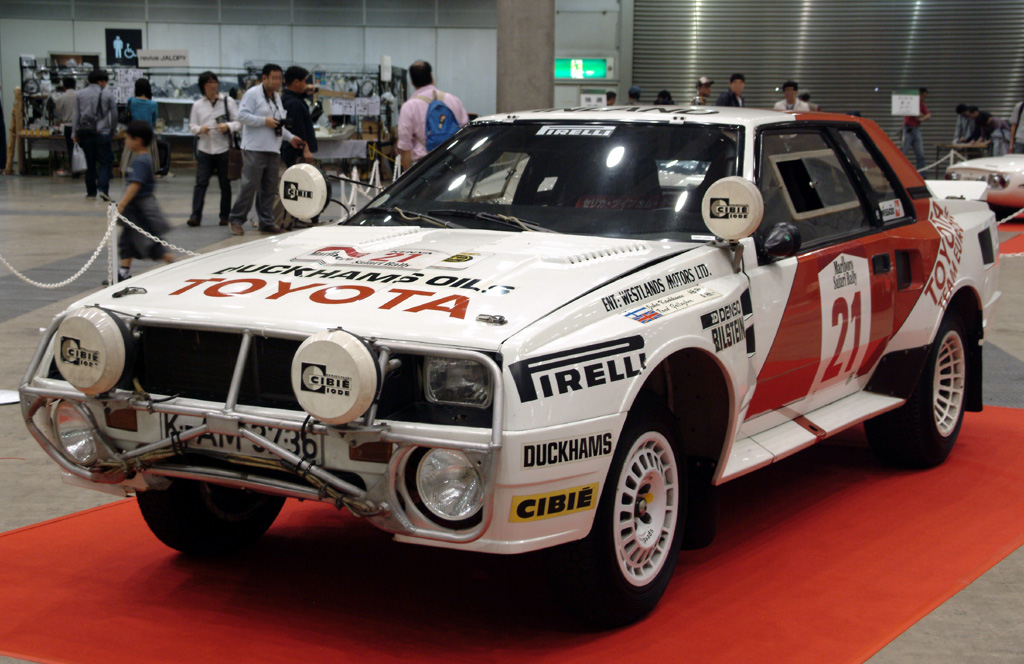
Toyota Celica Twincam Turbo (TA64) Gruppo B rally car

Mentre alcuni team rivali come l'Audi Quattro adottavano la trazione integrale, la Celica, come la Lancia 037 Rally, disponeva di trazione sulle ruote posteriori.
La vettura ha debuttato nel Campionato del mondo rally 1983 in occasione del Rally 1000 Laghi con il pilota Juha Kankkunen che si classificò sesto assoluto. Nello stesso anno ha ottenuto la prima di tre vittorie al Rally di Costa d'Avorio, condotta da Björn Waldegård.
Nel 1984 sempre il pilota svedese Waldegård è arrivato primo assoluto al Safari Rally dando la prima delle tre vittorie consecutive al team Toyota.
Con la fine delle Gruppo B il motore della Twin Cam Turbo divenne il propulsore (TA64) della futura Toyota Celica GT-Four dimostrandosi perfetto per la trazione integrale usata dal 1987.

## Palmarès

### Vittorie nel WRC
| # | Anno | Rally                               | Superficie | Pilota          | Co-pilota        |
| - | ---- | ----------------------------------- | ---------- | --------------- | ---------------- |
| 1 | 1983 | 15ème Rallye Marlboro Côte d'Ivoire | Sterrato   | Björn Waldegård | Hans Thorszelius |
| 2 | 1984 | 32nd Marlboro Safari Rally          | Sterrato   | Björn Waldegård | Hans Thorszelius |
| 3 | 1985 | 33nd Marlboro Safari Rally          | Sterrato   | Juha Kankkunen  | Fred Gallagher   |
| 4 | 1985 | 17ème Rallye Marlboro Côte d'Ivoire | Sterrato   | Juha Kankkunen  | Fred Gallagher   |
| 5 | 1986 | 34nd Marlboro Safari Rally          | Sterrato   | Björn Waldegård | Fred Gallagher   |
| 6 | 1986 | 18ème Rallye Marlboro Côte d'Ivoire | Sterrato   | Björn Waldegård | Fred Gallagher   |